# Two and a Half Men/Staffel 4
Die vierte Staffel der US-amerikanischen Sitcom Two and a Half Men feierte ihre Premiere am 18. September 2006 auf dem Sender CBS. Die deutschsprachige Erstausstrahlung sendete der deutsche Free-TV-Sender ProSieben vom 15. Dezember 2007 bis zum 23. Februar 2008.
Im deutschsprachigen Raum wurde die erste Staffel unter dem Titel „Mein cooler Onkel Charlie“ ausgestrahlt. Ab der zweiten Staffel wurde der amerikanische Originaltitel verwendet und der deutsche Titel als Zusatz angehängt: Two and a Half Men – Mein cooler Onkel Charlie.

## Darsteller
| Figur                            | Darsteller       | Deutscher Sprecher |
| -------------------------------- | ---------------- | ------------------ |
| Charles „Charlie“ Francis Harper | Charlie Sheen    | Benjamin Völz      |
| Dr. Alan Jerome Harper           | Jon Cryer        | Viktor Neumann     |
| Jacob „Jake“ David Harper        | Angus T. Jones   | Adrian Kilian      |
| Evelyn Harper                    | Holland Taylor   | Astrid Bless       |
| Judith Melnick (vormals Harper)  | Marin Hinkle     | Christin Marquitan |
| Berta                            | Conchata Ferrell | Regina Lemnitz     |
| Kandi Harper                     | April Bowlby     | Isabelle Schmidt   |
| Rose                             | Melanie Lynskey  | Cathlen Gawlich    |
| Dr. Herb Melnick                 | Ryan Stiles      | Oliver Siebeck     |

## Episoden
| Nr. (ges.) | Nr. (St.) | Deutscher Titel                           | Originaltitel                        | Erstausstrahlung USA | Deutschsprachige Erstausstrahlung (A/D) | Regie            | Drehbuch                                                                                         |
| --- | --------- | ----------------------------------------- | ------------------------------------ | -------------------- | --------------------------------------- | ---------------- | ------------------------------------------------------------------------------------------------ |
| 73 | 1         | Ich arbeite für Caligula                  | Working for Caligula                 | 18. Sep. 2006        | 15. Dez. 2007                           | Gary Halvorson   | Chuck Lorre & Lee Aronsohn                                                                       |
| Nach der Hochzeit gehen Alan, Kandi und Charlie noch in ein Casino. Dort spielt Alan an einem Glücksspielautomaten und gewinnt den Jackpot in Höhe von $500.000,00. Darum kann er es sich leisten, mit Kandi auszuziehen. Nach vier Monaten kommt Alan zurück ins Strandhaus und erzählt Charlie, dass Kandi ihn rausgeworfen hat und er von dem Gewinn noch $11 übrig hat. Charlie ist davon alles andere als begeistert, weil er findet, dass alles besser war als Alan weg war. Außerdem lässt Berta durchblicken, dass sie, Freunde und Bekannte eine Wette darüber abgeschlossen haben, wann Alans Ehe zerbricht. Judith gewinnt und klärt Alan darüber auf, dass er trotz der Scheidung von Kandi weiter Alimente zahlen muss. So kann Alan sich immer noch keine eigene Wohnung kaufen und bleibt, sehr zu dessen Missfallen, bei Charlie. |           |                                           |                                      |                      |                                         |                  |                                                                                                  |
| 74 | 2         | Wer ist Wod Katitten?                     | Who’s Vod Kanockers?                 | 25. Sep. 2006        | 22. Dez. 2007                           | Gary Halvorson   | Handlung: Chuck Lorre & Lee Aronsohn Schauspiel: Don Foster & Eddie Gorodetsky                   |
| Alan nervt Charlie, indem er ihm öfters sagt, dass Mia gehen zu lassen der größte Fehler sei, den er je gemacht habe. Charlie wird es zu viel und er macht Alan klar, dass er sich nur von Mia getrennt hat, weil sie wollte, dass Alan auszieht. Darauf versucht dieser seine Schuld wieder gutzumachen, indem er Charlie Essen macht und ihm einen etwas lächerlichen Hut schenkt. Währenddessen ist Steven Tyler in das Nachbarhaus eingezogen und probt ununterbrochen. Davon ist Charlie genervt und nach einigen Provokationen steckt er in einer Prügelei mit Tyler, die dieser klar gewinnt. Charlie vergibt Alan und gibt zu, dass er Alan nur als Vorwand benutzt hat, um nicht heiraten zu müssen. |           |                                           |                                      |                      |                                         |                  |                                                                                                  |
| 75 | 3         | Die See ist eine harte Mutter             | The Sea is a Harsh Mistress          | 2. Okt. 2006         | 29. Dez. 2007                           | Gary Halvorson   | Handlung: Chuck Lorre & Lee Aronsohn Schauspiel: Eddie Gorodetsky & Mark Roberts                 |
| Charlie versucht sich, um ein Mädchen zu beeindrucken, im Surfen. Gleich bei der ersten Welle fällt er vom Brett und ertrinkt beinahe. Nach seiner Rettung durch einen Bademeister erzählt er Alan, dass er unter Wasser den Kopf ihres verstorbenen Vaters gesehen hat. Dieser hat gesagt: ‚Kümmere dich um deine Mutter‘. Charlie versucht es und lädt Evelyn zum Essen ein und holt sie nach einer Schönheitsoperation aus dem Krankenhaus zu sich nach Hause. Dort kümmert er sich um sie, was ihm sehr missfällt. Durch eine Fernsehsendung kommt er darauf, dass das ‚sich kümmern‘ auch anders gemeint sein könnte. Weil Evelyn noch bei ihm im Haus ist, geht Charlie sogar mit dem Bademeister Kaffee trinken. |           |                                           |                                      |                      |                                         |                  |                                                                                                  |
| 76 | 4         | Wo ist der blöde Hund?                    | A Pot Smoking Monkey                 | 9. Okt. 2006         | 5. Jan. 2008                            | Gary Halvorson   | Handlung: Bill Prady & Maria Espada Pearce Schauspiel: Chuck Lorre, Lee Aronsohn & Susan Beavers |
| Alan und Kandi streiten sich, wer ihren gemeinsamen Hund bekommt. Alan möchte ihn unbedingt und stiehlt ihn schließlich. Die Polizei findet heraus, dass Alan der Dieb ist und verhaftet ihn. Währenddessen will Jake mehr Taschengeld, um seiner 'Freundin' Wendy Cho ein Geschenk zu kaufen. Bevor er ihr das von Charlie bezahlte Geschenk geben kann, macht sie am Telefon Schluss. |           |                                           |                                      |                      |                                         |                  |                                                                                                  |
| 77 | 5         | Ein guter Schläfer                        | A Live Woman of Proven Fertility     | 16. Okt. 2006        | 12. Jan. 2008                           | Gary Halvorson   | Handlung: Don Foster & Susan Beavers Schauspiel: Chuck Lorre & Lee Aronsohn                      |
| Judith ist mit Jakes Kinderarzt Dr. Herb Melnick verlobt, worüber Alan sich sehr freut, da er ab der Trauung nie mehr Alimente zahlen müsste. Jake will Herb nicht als seinen neuen Vater ansehen und reißt bei Judith aus. Er kommt zu Charlie und Alan, die ihn zurück zu Judith bringen, ihn zuvor jedoch bestechen, damit er vortäuscht Herb zu mögen. Charlie und Alan nehmen Herb ohne Judiths Wissen mit und feiern eine Art Junggesellenparty. Als Herb betrunken einschläft, bringen Charlie und Alan ihn schließlich zu Judith zurück. |           |                                           |                                      |                      |                                         |                  |                                                                                                  |
| 78 | 6         | Ödipus                                    | Apologies for the Frivolity          | 23. Okt. 2006        | 19. Jan. 2008                           | Gary Halvorson   | Handlung: Chuck Lorre & Lee Aronsohn Schauspiel: Don Foster & Mark Roberts                       |
| Charlie hat eine neue Freundin namens Lydia. Sie ist Immobilienmaklerin, herrisch und hat immer einen verletzenden Kommentar auf den Lippen. Berta, Alan und Jake erkennen recht schnell, dass sie ein genaues Ebenbild von Evelyn ist: Auch sie hat zwei Söhne, von denen sie denkt, dass der Ältere eine Chance hat und der Jüngere im Leben verlieren wird, und sie kleidet sich ganz genauso wie Evelyn. Charlie bekommt das im Laufe der Zeit auch mit, beendet die Beziehung aber nicht. |           |                                           |                                      |                      |                                         |                  |                                                                                                  |
| 79 | 7         | Wie Haare an feuchter Seife               | Repeated Blows to His Unformed Head  | 6. Nov. 2006         | 26. Jan. 2008                           | Gary Halvorson   | Handlung: Chuck Lorre & Lee Aronsohn Schauspiel: Eddie Gorodetsky & Jim Patterson                |
| Bertas hochschwangere Tochter Naomi kommt nach Malibu, um ihrer Mutter bei den Haushaltsarbeiten zu helfen. Alan wird von schwangeren Frauen angetörnt und muss alles Mögliche dafür tun, dass er Naomi nicht anbaggert. Unterdessen ist Berta verzweifelt, weil Naomi eine alleinerziehende Mutter sein wird, keinen Job hat und der Vater des Kindes ebenfalls mittellos ist. Also fahren Charlie und Berta zum vermeintlichen Vater des Kindes und erleichtern ihn etwas unkonventionell um $4000. Naomi bekommt das Kind und äußert gegenüber Berta, dass der zuerst gedachte keinesfalls der Vater ist, aber Berta gibt das Geld trotzdem nicht zurück, sondern an ihre Tochter. |           |                                           |                                      |                      |                                         |                  |                                                                                                  |
| 80 | 8         | Lasst die Hunde los!                      | Release the Dogs                     | 13. Nov. 2006        | 2. Feb. 2008                            | Gary Halvorson   | Handlung: Susan Beavers & Jim Patterson Schauspiel: Chuck Lorre & Lee Aronsohn                   |
| Alan kann nicht mehr einschlafen. Alle empfehlen ihm, eine Pille zu nehmen oder zu masturbieren, aber Alan möchte das nicht und versucht alles andere – von joggen zu meditieren – und besucht sogar die Psychiaterin Dr. Linda Freeman, die ihm auch zu einer Pille rät. Währenddessen bekommt Jake Besuch von seiner Schulfreundin Taylor, mit der er chattet. Jake schließt mit Charlie den Deal, dass Charlie nicht mit Taylors Mutter ausgeht und Jake dafür einen Monat lang jeden Tag sein Auto putzt. Bereits nach einem Tag geht Charlie auf ein Date mit Taylors Mutter und Jake erfährt es, weil Taylor ihm Fotos schickt. Jake rächt sich, indem er einen Eimer mit grünem Glibber-Schleim auf Charlies Türkante stellt. Als Charlie mit Schleim bedeckt wütend auf der Suche nach Jake am Strand entlang rennt und Hunde auf ihn gehetzt werden, fühlt Alan Gerechtigkeit und kann wieder schlafen. |           |                                           |                                      |                      |                                         |                  |                                                                                                  |
| 81 | 9         | Der alte Alan                             | Corey’s Been Dead For an Hour        | 20. Nov. 2006        | 9. Feb. 2008                            | Gary Halvorson   | Handlung: Mark Roberts & Don Foster Schauspiel: Chuck Lorre & Lee Aronsohn                       |
| Alan ist noch geiziger als sonst. Er erfindet ständig Ausreden, weshalb er nicht zahlen kann und bestellt noch mehr, wenn Charlie sich bereit erklärt zu zahlen. Auf einem Doppel-Date behauptet er, aufs Klo zu müssen, um seinen Anteil nicht zu zahlen. Weil Charlie das allmählich satt hat, folgt er Alan zur Toilette und macht alles im selben Schneckentempo wie Alan. Insgesamt verschwenden sie eine halbe Stunde auf der Toilette. Als sie wieder in den Speiseraum zurückkehren, sind ihre Dates verschwunden. Während des Dates sieht sich Jake mit Rose einen Horrorfilm an. Als Charlie und Alan zurückkommen, findet Charlie, während Alan sich im Bad versteckt, in dessen Zimmer eine Geldrolle mit $5000 in kleinen Scheinen. Am Tag darauf erklärt Alan Charlie, dass er das Geld gespart hat, damit er im Alter ohne Unterstützung leben kann. Zuerst will Charlie, dass Alan das Geld vollständig ausgibt, er lässt ihn aber doch weitersparen, damit er irgendwann in eine eigene Wohnung ziehen kann. |           |                                           |                                      |                      |                                         |                  |                                                                                                  |
| 82 | 10        | Leck nicht an deiner Haarbürste           | Kissing Abraham Lincoln              | 27. Nov. 2006        | 16. Feb. 2008                           | Gary Halvorson   | Handlung: Eddie Gorodetsky & Mark Roberts Schauspiel: Chuck Lorre & Lee Aronsohn                 |
| Charlie ist wieder mit Lydia zusammen. Sie ist weiterhin herrisch und bestimmt über Charlie, dieser kann aber nicht Schluss machen, weil er süchtig nach ihr ist. Lydia gibt Berta auch ihre Wäsche zum Waschen, was Berta gar nicht gefällt. Zu Beginn versucht Charlie Lydias Kleidung selbst zu waschen, aber schon bald zwingen Berta und Lydia ihn, sich zu entscheiden. Zuerst lügt er beide an; seine Lüge fliegt aber sehr bald auf und er entscheidet sich für Berta. Damit sie bleibt, besucht Charlie eine Selbsthilfegruppe. |           |                                           |                                      |                      |                                         |                  |                                                                                                  |
| 83 | 11        | Entweihnacht                              | Walnuts and Demerol                  | 11. Dez. 2006        | 23. Feb. 2008                           | Gary Halvorson   | Handlung: Chuck Lorre & Lee Aronsohn Schauspiel: Susan Beavers & Jim Patterson                   |
| Charlie möchte an Weihnachten als das zweite Date mit Gloria schlafen. Alan will ins Kino gehen, und Jake wird von Herb und Judith abgeholt. Weil sie bei Herbs Eltern feiern, will Judith noch kurz bleiben um Eierpunsch zu trinken. Als Kandi auftaucht und Herb deren Brüste bestaunt und sie im Hals-Brust-Bereich untersucht, will Judith plötzlich gehen, wozu sie Herb aber nicht überreden kann. Schließlich tauchen auch noch Rose, Evelyn und Gloria auf. Gloria ist schon betrunken und geht, nach einer kurzen Unterhaltung mit Evelyn, mit Charlie in sein Schlafzimmer. Während Jake sich mit Eierpunsch betrinkt, ruft Evelyn Glorias Mutter an. Diese erklärt Charlie und Gloria, dass sie nicht miteinander schlafen können, weil sie vielleicht Geschwister sind. Gloria ist das egal, aber Charlie findet seine erste Grenze in der Sexualität und geht. Um Herb nicht an Kandi zu verlieren, schläft Judith mit ihm, und um sich an Evelyn zu rächen, schläft Glorias Mutter mit Alan.                   |           |                                           |                                      |                      |                                         |                  |                                                                                                  |
| 84 | 12        | Alan ist anders                           | Castrating Sheep in Montana          | 8. Jan. 2007         | 25. Feb. 2008                           | James Widdoes    | Handlung: Chuck Lorre & Lee Aronsohn Schauspiel: Mark Roberts & Eddie Gorodetsky                 |
| Alan geht mit Bertas Tochter Naomi aus. Zuerst ist Berta sauer, dass ihre Tochter jede Nacht weg ist, aber als sie erfährt, dass Alan der Mann ist, ist sie hocherfreut. Sie ist nett und freundlich zu Alan, bereitet ihm Essen zu und kümmert sich um ihn. Sie lädt die Harpers schließlich auch zu einem gemeinsamen Familienessen ein. Dort wird zwar zu Beginn etwas gezankt, allerdings vertragen sich die meisten gleich wieder. Mitten beim Essen erscheint der Vater von Naomis Kind und kommt wieder mit Naomi zusammen. Darauf ist Berta so wie eh und je. |           |                                           |                                      |                      |                                         |                  |                                                                                                  |
| 85 | 13        | Superman und Dornröschen                  | Don’t Worry, Speed Racer             | 22. Jan. 2007        | 27. Feb. 2008                           | Gary Halvorson   | Handlung: Mark Roberts & Susan Beavers Schauspiel: Chuck Lorre & Lee Aronsohn                    |
| Jake kann Judith und Herb beim Sex hören. Evelyn meint, dass nur Hören nicht traumatisierend ist und meint, dass Charlie auch nicht geschadet hat, was er erlebt hat. Charlie ist schockiert und versucht sich zu erinnern. Ihm fällt schließlich ein, dass er als Kind seine Mutter mit einem Mann im Bett gesehen hat. Als er mit Evelyn darüber reden möchte, öffnet diese nicht die Tür. Also klettert Charlie am Haus hoch und sieht Evelyn wieder mit einem fremden Mann im Bett. Er kommt wieder zurück nach Malibu und versucht auch diese Erinnerung sofort zu verdrängen. In dieser Folge hört man Rose in der englischen Version einen Satz Deutsch sprechen. |           |                                           |                                      |                      |                                         |                  |                                                                                                  |
| 86 | 14        | Man fängt nie mit Blähungen an            | That’s Summer Sausage, Not Salami    | 5. Feb. 2007         | 28. Feb. 2008                           | Gary Halvorson   | Handlung: Chuck Lorre & Lee Aronsohn Schauspiel: Don Foster, Susan Beavers & Jim Patterson       |
| Charlie und Alan haben eine neue Nachbarin, Danielle. Bei einer Unterhaltung findet Charlie heraus, dass sie reich ist und wieder sesshaft werden möchte. Aufgrund vieler Gemeinsamkeiten möchte er sie Alan überlassen, damit sie irgendwann heiraten und Alan auszieht. Alan stellt sich Danielle gegenüber recht ungeschickt an, sodass Charlie ihn unterstützen muss. Als Danielle wegen einer Verabredung mit Alan bei den Harpers vorbeischaut, kommt Charlie mit ihr ins Gespräch und er findet heraus, dass sie eigentlich ist wie er: sie trinkt viel, ist promiskuitiv und verschwenderisch. Also möchte auch Charlie bei ihr landen. Danielle bekommt das mit und schlägt Charlie und Alan als einzigen Ausweg einen Dreier vor. Sie lassen sich nicht darauf ein. |           |                                           |                                      |                      |                                         |                  |                                                                                                  |
| 87 | 15        | Nadeln in den Ohren                       | My Damn Stalker                      | 12. Feb. 2007        | 29. Feb. 2008                           | James Widdoes    | Handlung: Chuck Lorre & Lee Aronsohn Schauspiel: Mark Roberts & Eddie Gorodetsky                 |
| Weil Rose Jake beim Lernen hilft, finden Berta, Alan und Jake immer mehr Geschmack an ihr. Sie beschließt aber aufgrund der von Charlie nicht erwiderten Liebe, nach London zu ziehen. Charlie glaubt ihr das zunächst nicht, findet aber kurz nach der Verabschiedung anhand des leeren Hauses heraus, dass Rose wirklich weggegangen ist. Währenddessen übertreibt Alan bei seinem Onlinedating-Profil, indem er behauptet, er sei der Chiropraktiker der Stars und er besitze das Strandhaus in Malibu. |           |                                           |                                      |                      |                                         |                  |                                                                                                  |
| 88 | 16        | Auch junge Menschen sind mal verschleimt  | Young People Have Phlegm Too         | 19. Feb. 2007        | 3. März 2008                            | Andrew D. Weyman | Handlung: Eddie Gorodetsky & Mark Roberts Schauspiel: Chuck Lorre & Lee Aronsohn                 |
| Charlie und Alan bemerken, dass sie nicht mehr so jung sind, wie sie denken. Sie bekommen ohne jüngere Begleitung keinen Zutritt mehr zu Clubs, sind nicht mehr so nachtaktiv und haben weniger Ausdauer. Nachdem Charlie beim Arzt gesagt wurde, er solle kürzertreten, macht er das kurzzeitig auch. Alan bringt Charlie, weil er ihn nicht so sehen kann, trotzdem in einen Nachtclub – jedoch befinden sich in diesem nur ältere Semester. |           |                                           |                                      |                      |                                         |                  |                                                                                                  |
| 89 | 17        | Tausche Rezept gegen Mutter               | I Merely Slept With a Commie         | 26. Feb. 2007        | 5. März 2008                            | Gary Halvorson   | Handlung: Chuck Lorre & Lee Aronsohn Schauspiel: Susan Beavers & Jim Patterson                   |
| Evelyn erzählt Charlie und Alan von der Beerdigung ihrer Freundin und dass diese so schrecklich war, weil niemand dort ernsthaft getrauert hat. Als Alan und Charlie ihrer Mutter sagen, dass sie genauso unbeliebt ist und bei ihrer Beerdigung auch nicht getrauert werden wird, geht sie beleidigt nach Hause. Nach einiger Zeit ohne Kontakt beschließen die Brüder, ihre Mutter an ihrem Geburtstag zu besuchen. Als sie dort eintreffen, sind sie sehr überrascht, dass Evelyn Besuch von Freunden hat. Alan und Charlie fühlen sich trotz ihrer Abneigung gegen ihre Mutter von dem schwulen Pärchen und deren adoptiertem Sohn verdrängt. Heimlich versuchen beide ein besseres Verhältnis zu Evelyn aufzubauen. Alan schlägt ihr sogar vor, ein Familienfoto schießen zu lassen. Zu seiner Überraschung bringt Evelyn zu diesem Termin aber auch Roger, Philip und Changpu mit. |           |                                           |                                      |                      |                                         |                  |                                                                                                  |
| 90 | 18        | Die frenetische Detektivin                | It Never Rains in Hooterville        | 19. März 2007        | 12. Apr. 2008                           | Gary Halvorson   | Handlung: Chuck Lorre & Lee Aronsohn Schauspiel: Don Foster & Mark Roberts                       |
| Während Jake die Harry-Potter-Poster in seinem Zimmer gegen Bikini-Bilder von Frauen auf Motorrädern austauscht, probt Kandi mit Alan für ein Vorsprechen als forensische Detektivin für die Serie Steif. Dabei denkt Alan noch einmal über ihn und Kandi und über ihre bevorstehende Scheidung nach. Dabei wird aufgedeckt, dass der Grund für Alans und Kandis Trennung Kandis von Alan nicht unterstützter Babywunsch war. Alan erklärt Kandi, dass er es sich anders überlegt habe, weil Jake erwachsen wird und er gerne weiterhin der Vater von einem Kind wäre. Kurz bevor sie im Bett wieder zusammenkommen können, wird Kandi darüber informiert, dass sie die Rolle der Forensikerin bekommen hat. Deshalb lässt sie sich doch von Alan scheiden. |           |                                           |                                      |                      |                                         |                  |                                                                                                  |
| 91 | 19        | Judiths Haus der Verdammten               | Smooth as a Ken Doll                 | 9. Apr. 2007         | 10. März 2008                           | Gary Halvorson   | Handlung: Chuck Lorre & Lee Aronsohn Schauspiel: Susan Beavers, Eddie Gorodetsky & Don Foster    |
| Judith und Herb stehen kurz davor zu heiraten. Zu diesem Anlass bringt Alan auch gleich den letzten Unterhaltsscheck vorbei und stellt fest, dass sich seine Exfrau und ihr Zukünftiger nur noch streiten. Der Hauptgrund für den Streit ist Herbs Schwester Myra, die sich gegen Judith auflehnt. Um die Situation kurzzeitig zu entspannen, nehmen Charlie, Alan und Jake Myra ins Kino mit. Nach der Vorstellung küssen sich Myra und Charlie, worauf Judith noch wütender wird. Um dem zu entgehen, zieht Myra bis zur Hochzeit zu Charlie, wo sie eine Affäre mit diesem beginnt. |           |                                           |                                      |                      |                                         |                  |                                                                                                  |
| 92 | 20        | Ich mach bei Hochzeiten immer das Gleiche | Aunt Myra Doesn’t Pee a Lot          | 16. Apr. 2007        | 11. März 2008                           | Jerry Zaks       | Handlung: Eddie Gorodetsky & Jim Patterson Schauspiel: Chuck Lorre & Lee Aronsohn                |
| Aufgrund ihrer Affäre mit Charlie beschließt Myra, diesen zur Hochzeit von Herb und Judith mitzunehmen. Vor der Trauung schläft Charlie mit Myra im Umkleideraum, wo sich später auch Alan mit Herbs Ex-Verlobter aufhält. Während Charlie mit Myra zum Altar schreitet und erfährt, dass Myra verlobt ist, vermittelt Herbs Exfreundin allen Hochzeitsgästen den Eindruck, sie schlafe gerade mit Alan. Der einzige, der aus der Situation Gutes schöpfen kann, ist Jake, der Essen mit nach Hause nimmt. |           |                                           |                                      |                      |                                         |                  |                                                                                                  |
| 93 | 21        | Schwul ist cool                           | Tucked, Taped and Gorgeous           | 23. Apr. 2007        | 13. März 2008                           | Jerry Zaks       | Handlung: Chuck Lorre & Lee Aronsohn Schauspiel: Mark Roberts & Don Foster                       |
| Alan hat einen schwulen Freund, Greg. Die zwei gehen oft mit ihren Kindern ins Kino oder unternehmen etwas zu viert. Dadurch entsteht das Gerücht, Alan sei ebenfalls schwul. Nach einem Kuss klärt Greg Alan jedoch darüber auf, dass Alan absolut nicht schwul ist und er persönlich mehr Interesse an Charlie zeigt. Dieser sucht wegen seiner eigenen homosexuellen Tendenzen seine Therapeutin auf. Letztendlich ist keiner der beiden schwul. |           |                                           |                                      |                      |                                         |                  |                                                                                                  |
| 94 | 22        | Schweinchen Glück                         | Mr. McGlue’s Feedbag                 | 30. Apr. 2007        | 14. März 2008                           | Jon Cryer        | Handlung: Chuck Lorre & Lee Aronsohn Schauspiel: Jim Patterson & Don Foster                      |
| Jake gewinnt beim Pferderennen 1100 Dollar. Eigentlich möchte Alan Jake das Geld wegnehmen, lässt sich dann aber doch von Charlie überreden, Jake seine Lektion lernen zu lassen. Dieser verliert das Geld beim Kauf eines nicht funktionstüchtigen Motorrades, das er nicht überprüft. Währenddessen verbringt Alan einen ganzen Tag wartend in der Führerscheinbehörde. |           |                                           |                                      |                      |                                         |                  |                                                                                                  |
| 95 | 23        | Vergiss Fernando                          | Anteaters. They’re Just Crazy-lookin | 7. Mai 2007          | 17. März 2008                           | Lee Aronsohn     | Handlung: Lee Aronsohn & Chuck Lorre Schauspiel: Don Foster, Mark Roberts & Jim Patterson        |
| Weil sein Terrassengeländer kaputt ist, stellt Charlie den gutaussehenden Handwerker Fernando an. Er wird im Laufe der Episode sowohl von Berta und Judith als auch von Charlies Freundin Chloe angebaggert. Als Charlie mitbekommt, dass Fernando nur eine jüngere Ausgabe von ihm ist, versucht er, sich auch wieder jünger zu verhalten und besucht Chloe in einem anderen Outfit. Da diese gerade mit Fernando geschlafen hat, wird dieser gefeuert und arbeitet stattdessen bei Berta zuhause. Charlie und Chloe bleiben zusammen, weil er ihr mit seinem Geld Schmuck kaufen kann. |           |                                           |                                      |                      |                                         |                  |                                                                                                  |
| 96 | 24        | Teddy ist unser Daddy                     | Prostitutes and Gelato               | 14. Mai 2007         | 18. März 2008                           | Ted Wass         | Handlung: Susan Beavers & Eddie Gorodetsky Schauspiel: Lee Aronsohn & Chuck Lorre                |
| Evelyn hat einen neuen Freund, Teddy. Dieser fliegt heimlich mit Charlie und Alan nach Las Vegas, um sich einen Kampf anzusehen. Außerdem bezahlt er für Eis (Alan) und Prostituierte (Charlie und Alan). Deshalb können sowohl Charlie als auch Alan nichts gegen die von Teddy geplante Verlobung mit Evelyn einwenden. Später finden sie jedoch heraus, dass Evelyn noch nicht sesshaft werden möchte und schon einen neuen Liebhaber hat. Als dieser abrupt stirbt, nimmt Evelyn Teddy zurück. |           |                                           |                                      |                      |                                         |                  |                                                                                                  |

## DVD-Veröffentlichung
In den Vereinigten Staaten wurde die DVD zur vierten Staffel am 23. September 2008 veröffentlicht. In Deutschland ist die DVD zur vierten Staffel seit dem 19. September 2008 erhältlich.